# Cece Telfer
Cece Telfer est une athlète jamaïcaino-américaine qui, en 2019, devient la première personne ouvertement transgenre à remporter un titre NCAA,. Étudiant-athlète à l'Université Franklin Pierce, Cece Telfer concourt d'abord sans succès dans la division masculine de 2016 à 2017, mais après avoir fait son coming out et avoir commencé la transition, Cece Telfer est autorisée à concourir dans la division féminine. En juin 2019, Cece Telfer prend la première place au 400 mètres haies.

## Carrière
Cece Telfer est une femme trans mais participe à l'équipe masculine d'athlétisme de l'Université Franklin Pierce en 2016 et en 2017. Au 400 m haies (catégorie masculine, haies de 36 pouces de hauteur, soit 91,4 cm) elle se classe 200e en 2016 et 390e en 2017 parmi les athlètes de la division II de la NCAA. Selon les règles de la NCAA, les athlètes transgenres peuvent participer à des épreuves féminines après avoir terminé une année civile de traitement de bloqueurs de testostérone. 
Cece Telfer se qualifie pour les championnats d'athlétisme en plein air de la division II féminine de la NCAA en 2019. Elle se classe troisième au 60 mètres haies et septième au 200 mètres féminins nationaux. Elle termine sixième de la finale du 60 mètres haies et première de la finale du 400 mètres haies (catégorie féminine, haies de 30 pouces de hauteur, soit 76,2 cm). Sur Twitter Donald Trump Jr. cite un titre d'article qualifiant Cece Telfer « d'homme biologique » et dit que ses récentes victoires au concours constituent une « grave injustice » contre les « jeunes femmes »,.
Après sa victoire au 400 mètres haies, Cece Telfer apparait dans le programme de télévision sportive Outside the Lines sur ESPN le 13 juin 2019. Au cours de son entretien, elle félicite ses entraîneurs pour leur soutien, détaillant comment ils ont pris des mesures pour protéger son bien-être physique et mental pendant la compétition, en embauchant des agents de sécurité supplémentaires et en lui conseillant de rester hors des réseaux sociaux pendant 48 heures après sa victoire pour limiter son exposition aux commentaires et publications transphobes.
Dans une autre interview avec Outsports, Cece Telfer explique que la testostérone ne lui donne pas d'avantage sur les athlètes cisgenres, qu'elle suit une hormonothérapie depuis un certain temps et que son taux de testostérone est donc inférieur à la moyenne des femmes cis. Elle déclare aussi que sa grande taille la désavantage car elle lui donne une résistance au vent et que dans le 100 mètres haies féminin, l'une de ses épreuves choisies, les haies sont beaucoup plus rapprochées que pour les hommes. Elle rappelle aussi qu'elle ne gagne pas toutes les épreuves auxquelles elle participe.
Cece Telfer cherche à participer aux sélections olympiques de 2020 du 400 mètres haies et est d'abord acceptée sur le terrain. Elle doit ensuite se retirer de l'événement après que États-Unis Track & Field détermine qu'elle n'est pas en mesure de prouver son admissibilité conformément aux directives établies pour les athlètes transgenres.

## Vie privée
Cece Telfer est née en Jamaïque et est assignée homme à la naissance. Elle est élevée par une mère célibataire, dans une famille de trois enfants dont elle est la benjamine. Sa famille déménage au Canada quand elle a 12 ans, avant de s'installer dans le New Hampshire alors qu'elle est en première année de lycée. Elle commence alors l'athlétisme avec Andrew Gamble comme entraineur.